# Enrico Grancarolo
Enrico Grancarolo ( - Republiek Venetië, circa 1111) was de laatste bisschop van Malamocco (1060-1106) in de Lagune van Venetië en de eerste bisschop van Chioggia (1106- circa 1111) in deze lagune.
Als bisschop van Malamocco was hij een van de prominenten van de republiek Venetië. Venetië was een opkomende zeemacht na de Eerste Kruistocht en had grote autonomie bekomen ten opzichte van de suzerein Byzantium. Omwille van overstromingen in Malamocco verkreeg Grancarolo de toestemming van de doge om de bisschopstroon te verhuizen naar Chioggia. De relikwieën van de martelaren Felice en Fortunato werden overgebracht. 
Het jaar van transfer is onderwerp van historisch onderzoek en kan zowel het jaar 1106 als het jaar 1110 zijn. 1106-1110 zijn de bouwjaren van de eerste kathedraal van Chioggia. Er is geen pauselijk document overgebleven die het bisdom Malamocco afschaft. Wel is bekend dat een opvolger van Grancarolo eind 12e eeuw voor het eerst de titel neerschreef van bisschop van Chioggia (1179).